# Stigmata (гурт)
Stigmata  — російський метал-гурт з Санкт-Петербурга, що грає у стилі металкор, альтернативний метал.

## Історія гурту

### Походження назви гурту
На початку 2002 року Денис «Denis» Кіченко і Тарас «Taras» Уманський грали у гурті без назви. Дещо пізніше «Denis» знаходить слово Stigmata.
Цитата «Denis»'а:
|  | «Я і поняття не мав, що це означає, я просто знайшов слово, що мені сподобалось: воно було максимально милозвучним, легко запам'ятовувалось, добре вимовлялось, і там спереду була літера «S», з якої вимальовувася красивий логотип. Назва зразу прижилась і жодного разу не змінювалась, пізніше кожен із учасників вклав у значення цього слова щось своє.» Оригінальний текст (рос.) Я и понятия не имел, что это значит, я просто нашёл слово, которое мне понравилось: оно было максимально благозвучно, легко запоминалось, хорошо выговаривалось, и там впереди была буква «S», из которой вырисовывался красивый логотип. Название сразу прижилось и не менялось ни разу, позже каждый из участников вложил в смысл этого слова что то своё. |

Цитата «Taras»'а:
|  | «Завжди веселило спілкуватись із журналістами, що досі вважають, що назва нашого гурту несе в собі щось релігійне.» Оригінальний текст (рос.) Всегда забавляло общаться с журналистами, которые до сих пор считают, что название нашей группы несёт в себе что-то религиозное. |

### Становлення гурту
Stigmata як гурт бере свій початок 2003 року у Санкт-Петербурзі. Проте спільну музичну діяльність вони розпочали два роки перед тим. Цитата гурту:
|  | «Ми всі росли у районах середнього класу: непоганих і непримітних, але жити там було весело» Оригінальний текст (рос.) Мы все выросли в районах среднего класса: неплохих и непримечательных, но жить там было весело. |

У кінці 2003  — на початку 2004 років гурт починає виступати. Перший їхній виступ відбувся у клубі «Полигон» (укр. Полігон).
2004 року альтернативний лейбл КАП-КАН (Капкан Records) пропонує підписати контракт для виходу першого альбому. Восени 2004 року виходить перша платівка Stigmata  — «Конвейер снов» (укр. Конвеєр снів).

## Склад гурту

### Поточний склад[2]
- Артем «Nelson» Лоцьких (рос. Артём «Nelson» Лоцких)  — вокаліст
- Денис «Denis» Кіченко (рос. Денис «Denis» Киченко)  — басист
- Артем «Ёж» Теплинський (рос. Артём «Ёж» Теплинский)  — гітарист
- Тарас «Taras» Уманський (рос. Тарас «Taras» Уманский)  — гітарист
- Володимир «Vovan» Зінов'єв[3] (рос. Владимир «Vovan» Зиновьев)  — барабанщик

### Колишні учасники[2]
- Андрій «Duke» Анісімов (рос. Андрей «Duke» Анисимов)  — гітарист (2006–2009)
- Філіп «Phil» Терпецький (рос. Филипп «Phil» Терпецкий)  — барабанщик (2003–2004)
- Ігор «IGOR» Капранов (рос. Игорь «IGOR» Капранов)  — гітарист, вокаліст (2003–2004)
- Микита «Nick» Ігнатьєв (рос. Никита «Nick» Игнатьев)  — барабанщик (2003–2006)
- Артур Мальцев (рос. Артур Мальцев)  — вокаліст (2003–2004)
- Федір «Feud'or» Локшин (рос. Фёдор «Feud’or» Локшин)  — барабанщик (2007–2011)

## Дискографія

### Альбоми
| Рік  | Назва                         | Переклад українською (укр.)  | Лейбл             |
| ---- | ----------------------------- | ---------------------------- | ----------------- |
| 2004 | Конвейер снов                 | Конвеєр снів                 | Капкан Records    |
| 2005 | Больше чем любовь             | Більше ніж кохання           | Капкан Records    |
| 2007 | Stigmata                      | -                            |                   |
| 2009 | Мой путь                      | Мій шлях                     | Navigator Records |
| 2011 | Основано На Реальных Событиях | Засновано на реальних подіях | Navigator Records |

### Відеокліпи
| Рік  | Назва                     |
| ---- | ------------------------- |
| 2005 | Как ты                    |
| 2005 | Мои секунды               |
| 2006 | Лёд                       |
| 2007 | Магмель (разом з Оригамі) |
| 2007 | Сентябрь                  |
| 2007 | Бог меня простит          |
| 2007 | Крылья                    |
| 2009 | Взлёт и падение           |
| 2009 | Мой путь                  |
| 2010 | Танцуй                    |
| 2010 | Весна                     |
| 2012 | До девятой ступени        |
| 2012 | Время                     |

### DVD[1]
- 2006  — «Pieces of life»
- 2008  — «Acoustic and Drive»